# ディープスキャン
『ディープスキャン』 (Deep Scan) は、1979年にセガ（後のセガ・インタラクティブ）が開発したアーケードゲームである。当記事では『ディープスキャン』以外にも、同じ流れを組むゲーム陣を時系列で解説する。

## シリーズ一覧

### 各ゲーム共通の説明
- プレイヤーは左右2方向に駆逐艦を動かし、2つのボタンでそれぞれ左右に爆雷を落として、敵の潜水艦を撃破する。
- 潜水艦から発射された機雷に当たると撃沈される。
- 潜水艦は深くなるにつれ、スピードは遅くなるが、得点は高得点となり、表示されている数字が得点となる。
- BGMと言えるものはなく、潜水艦内の探針音と、爆発音のみが流れている。
- 潜水艦の出現はパターン化されている。
- 爆雷の弾薬数は常時最大6発と限られており、6発が画面上に残っていると弾切れを起こす。

### ディプスチャージ
一番初めに作られたシリーズ。基板はIntel 8080版とZ80版の両方がある。
黎明期のテレビゲームは、エレメカのように敵が攻撃せず、敵からも攻撃してくるテレビゲームは、1978年の『スペースインベーダー』が初めてと説明されることが多いが、本作は『インベーダー』以前に存在した、敵からも攻撃してくるゲームの一つである。

#### 日本国内版
本作は日本国内でも複数社から発売された。
ディプスチャージ（エスコ貿易）
正規の国内輸入版。
サブハンター（タイトー）
ライセンス生産品。サブとはサブマリン（潜水艦）のアメリカ式の略称。
ディプスボンブ（セガ）
タイトルに含まれるボンブという語は爆弾を意味する。
サブマリン（データイースト）
同名のナムコ（今のバンダイナムコゲームス）のエレメカ『サブマリン』とは無関係。
センスイカンゲーム（データイースト）
上記の筐体をアップライト式（箱型）からテーブル式に、画面を横長から縦長に、文字を英語からカタカナにし、他のゲームと2in1筐体にしたもの。

### ディープスキャン
『ディープスキャン』は、セガが当時発売していた2in1筐体のシリーズ、『スペシャルデュアル』の一つとして発売された。2in1筐体に用意されたものは、『インビンコ』または『カーハント』と一緒に『ディープスキャン』が入っていた。『ディープスキャン』がおまけ扱いとしていたが、こちらがヒットしたため、『ディープスキャン』専用のアップライト筐体も作られた。
セガは『ディプスチャージ』と『ディープスキャン』の間にグレムリンを吸収しセガ・グレムリンとしたため、当時のグレムリンのゲームにはセガにライセンスされたものが多い。『ディプチャージ』から『ディープスキャン』への流れもこの理由による。ヘッドオン基板を使用しているが、この基板自体もセガ・グレムリンが開発したものである。
ディープスキャンからの変更点は、主に以下の通り。
|                    | ディプスチャージ                                                    | ディープスキャン                       |
| ------------------ | ------------------------------------------------------------------- | -------------------------------------- |
| 色                 | 白黒                                                                | カラー                                 |
| 筐体               | アップライト式                                                      | テーブル式                             |
| 駆逐艦の移動       | ボタン                                                              | ジョイスティック                       |
| 潜水艦の得点表示   | 2桁                                                                 | 1桁                                    |
| 駆逐艦が沈没すると | 画面下部に潜水艦と共に表示追加 （得点清算時に、沈没数に応じて減点） | 駆逐艦が全て撃沈されるとゲームオーバー |
| ゲームオーバー     | 時間制（延長あり）                                                  | 残機制                                 |

ディープスキャンから独自に追加された内容
縦長のモニタで上部3/4がメイン画面となっており、下部の中心にレーダーが表示されている。レーダーには駆逐艦と潜水艦が表示されており、潜水艦の出現位置やタイミングが分かるようになっている。
通常の潜水艦を撃破すると、通常の得点とは別にボーナス得点が50点ずつ蓄積され、たまに出現する赤色の潜水艦を撃破すると、蓄積されたボーナスが加算される。また赤色の潜水艦のみ移動中に効果音が発生するが、テーブル筐体版とアップライト筐体版では異なるサウンドを出している。

### ザ・ディープ
上記のリメイクとして発売された。各ステージや敵キャラの細分化、BGM・アイテム・ボスキャラクターの追加など色々な要素が組み込まれている。また上記に無い細かい要素として、以下の点が挙げられる。
- 爆雷と機雷が交差した場合、これまでのシリーズではすれ違うだけだったが、『ザ・ディープ』では打ち消しあう。
- 爆雷降下中、4方向レバーを下に入れると降下速度が速まり、上に入れると遅くなる。

このゲームを作ったウッドプレイス社は、東京都江東区木場で創業した会社で、木場の「木」と「場」を英語（woodとplace）にしたのがネーミングだが、本作が同社のアーケード参入最後の作品となった。

## 移植
- 『ディープスキャン』まではマイコン（当時ホビーパソコンをこう呼んだ）にもかなり 移植されており、PET 2001版、MZ-80K/C版、PC-8001版、FM-8版などが存在する。また当時のプログラミング言語であったBASICは、今と比べ処理速度が遅く、アクションゲームが作りにくいという欠点があったが、このシリーズは画面に登場するキャラクターが多いにも関わらず（海をテーマにしているため）速度が遅く、衝突判定（どんなキャラや座標に当たったらどうするか）も簡単なため、BASICによる移植が比較的多く存在した（MZ版は機械語だった）。しかし潜水艦の描写は、当時のマイコンではグラフィック機能が追いつかず、キャラクタグラフィックを使って<<1>>などと表示していた移植も多かった。
- 『ディープスキャン』はセガサターン用ゲームソフト『ダイナマイト刑事』に、おまけとして収録されている。
- 『ザ・ディープ』はタイトル内蔵ゲーム機『レトロビット・ジェネレーション2』に収録されている。

## 類似作
- SuperDepth
- ダライアスオーシャン